# Mistrzostwa Świata w Kolarstwie Szosowym 1921
1. Mistrzostwa świata w kolarstwie szosowym – zawody kolarskie, które odbyły się 4 sierpnia 1921 w stolicy Danii – Kopenhadze. Były to pierwsze zorganizowane w tym kraju mistrzostwa świata w kolarstwie szosowym. Rozegrano tylko jedną konkurencję – jazdę indywidualną na czas amatorów. Zwycięzcę oraz zwycięzców kolejnych mistrzostw świata w latach 1922–1926 uhonorowano specjalną okolicznościową szarfą.
Polacy nie brali udziału w mistrzostwach.

## Kalendarium zawodów
| Kalendarz MŚ w Kolarstwie Szosowym 1921 |      |
| Konkurencja (dystans)                   | Data |
| Konkurencja (dystans)                   | 4.08 |
| Mężczyźni                               |      |
| Amatorzy                                |      |
| Jazda indywidualna na czas (190 km)     |      |

## Lista uczestniczących reprezentacji
W mistrzostwach świata w kolarstwie szosowym brało udział 21 zawodników z 6 reprezentacji.
| Reprezentacje biorące udział w MŚ w Kolarstwie Szosowym 1921 |                 |           |
| Lp.                                                          | Reprezentacja   | Zawodnicy |
| 1.                                                           | Belgia          | 1         |
| 2.                                                           | Dania           | 4         |
| 3.                                                           | Francja         | 4         |
| 4.                                                           | Holandia        | 4         |
| 5.                                                           | Szwecja         | 4         |
| 6.                                                           | Wielka Brytania | 4         |
| Razem                                                        | Razem           | 21        |

## Medaliści
| Konkurencja dystans – (data) (liczba startujących)                  | Złoto:       | Czas (prędkość)       | Srebro:        | Czas   | Brąz:         | Czas   |
| Mężczyźni                                                           |              |                       |                |        |               |        |
| Amatorzy                                                            |              |                       |                |        |               |        |
| Jazda indywidualna na czas 190 km – (4 sierpnia) (21 zaw. z 6 rep.) | Gunnar Sköld | 6:18:17 (30,136 km/h) | Willum Nielsen | + 4:53 | Charles Davey | + 5:28 |

## Szczegóły

### Jazda indywidualna na czas amatorów
| Miejsce | Zawodnik            | Narodowość      | Czas      |
| złoto   | Gunnar Sköld        | Szwecja         | 6:18:17   |
| srebro  | Willum Nielsen      | Dania           | + 4:53    |
| brąz    | Charles Davey       | Wielka Brytania | + 5:28    |
| 4       | Fernand Canteloube  | Francja         | + 10:51   |
| 5       | Ragnar Malm         | Szwecja         | + 11:07   |
| 6       | Marcel Huot         | Francja         | + 13:43   |
| 7       | Ahrensborg Claussen | Dania           | + 17:56   |
| 8       | Algot Persson       | Szwecja         | + 20:49   |
| 9       | Marcel Gobillot     | Francja         | + 21:00   |
| 10      | Henrik Morén        | Szwecja         | + 22:58   |
| 11      | Orla Larsen         | Dania           | + 26:00   |
| 12      | Dave Marsh          | Wielka Brytania | + 27:31   |
| 13      | Jack Rossiter       | Wielka Brytania | + 29:12   |
| 14      | Henry George        | Belgia          | + 37:31   |
| 15      | Albert Cantou       | Francja         | + 48:34   |
| 16      | Henry Hansen        | Dania           | + 56:40   |
| 17      | Anton Krijgsman     | Holandia        | + 1:17:04 |

## Tabela medalowa
| Tabela medalowa |                 |       |        |      |       |
| Miejsce         | Reprezentacja   | Złoto | Srebro | Brąz | Razem |
| 1               | Szwecja         | 1     | 0      | 0    | 1     |
| 2               | Dania           | 0     | 1      | 0    | 1     |
| 3               | Wielka Brytania | 0     | 0      | 1    | 1     |